# Мыцелин (гмина)
Мыцелин (пол. Mycielin) — сельская гмина (волость) в Польше, входит как административная единица в Калишский повет, Великопольское воеводство. Население — 4974 человека (на 2004 год).

## Соседние гмины
1. Гмина Цекув-Колёня
2. Гмина Малянув
3. Гмина Рыхвал
4. Гмина Ставишин
5. Гмина Тулишкув
6. Гмина Желязкув